# 温布拉蒂巴
温布拉蒂巴是巴西米纳斯吉拉斯州的一个市镇。总面积404.892平方公里，总人口2776人，人口密度6.9人/平方公里。